# Anna Odell
Anna Carolina Odell, född 3 oktober 1973 i Maria Magdalena församling i Stockholm, är en svensk konstnär och filmregissör.
Anna Odell utbildade sig på Gerlesborgsskolan i Stockholm, Konstfack och Kungliga konsthögskolan i Stockholm. Hon väckte uppmärksamhet med sitt examensarbete Okänd, kvinna 2009–349701 på Konstfack 2009. Hon debuterade som långfilmsregissör 2013 med Återträffen som utsågs till Bästa film vid Guldbaggegalan 2014 där Odell även tilldelades pris för Bästa manus. I november 2018 hade långfilmen X & Y biografpremiär, en experimentell lek med identiteter.

## Okänd, kvinna 2009–349701
Filmen Okänd, kvinna 2009–349701 var Anna Odells elevarbete för kandidatexamen på Konstfack. Konstfilmen ingick i Konstfacks vårutställning 2009 och visades samma år på Kalmar Konstmuseum. Konstverket syftade till att rekonstruera Anna Odells eget insjuknande 1995, inte för att bearbeta tidigare upplevelser, utan för att synliggöra maktstrukturer inom vården, samhällets syn på psykisk sjukdom och den offerroll som den sjuke, enligt henne, pådyvlas. Inspelningen ledde till kontroverser. 

## Återträffen
Anna Odell regidebuterade 2013 med långfilmen Återträffen. Filmen tar upp ämnen som mobbning, maktstrukturer och osunda hierarkier i en skolklass. Filmen premiärvisades på Filmfestivalen i Venedig 2013 där den tilldelades FIPRESCI:s pris för bästa debutfilm i festivalens sidosektioner Orrizonte och Kritikerveckan. I motiveringen stod att Anna Odell fick priset för "det intelligenta och engagerande sättet som Återträffen upplöser gränserna mellan fiktion och dokumentär och pratar om marginalisering, mobbning och gruppdynamikens komplicerade natur". Filmen hade svensk premiär 15 november 2013 och fick ett mycket positivt mottagande.
Vid Guldbaggegalan 2014 tilldelades Anna Odell Guldbaggen för 2013 års bästa film för Återträffen och också Guldbaggen för bästa manus. I februari 2014 fick hon Dagens Nyheters kulturpris.

## Filmografi
- 2013 – Återträffen
- 2018 – X & Y